# Place Jourdan (Limoges)
Pour les articles homonymes, voir Place Jourdan.
La place Jourdan est une des principales places de la ville de Limoges. 

## Situation et accès
Elle est accolée au carrefour Tourny, à l'est du centre-ville, et est le point de concours de plusieurs grandes voies de la ville :
- au nord-est, l'avenue du général de Gaulle, qui la joint à la gare de Limoges-Bénédictins.
- à l'est, l'avenue des Bénédictins, qui la joint au boulevard extérieur et à l'A 20.
- au sud-ouest, le boulevard de Fleurus, qui la joint au boulevard Louis-Blanc, vers la mairie.
- à l'ouest, elle s'accole au carrefour Tourny, et communique ainsi avec les rues du centre-ville, la place de la République, le boulevard Carnot et l'avenue Garibaldi.

Cette place est desservie par les lignes de trolleybus et de bus de la TCL 2 5 D5 8 10 D10 12 18 20 21 22 et 34 (station Carrefour Tourny).

## Origine du nom
Elle rend hommage à Jean-Baptiste Jourdan, né à Limoges d'un père provençal, vainqueur de la bataille de Fleurus (1794).

## Historique
Initialement, elle est appelée « place Tourny ».
Elle accueille traditionnellement les cérémonies commémoratives le 8 mai, le 14 juillet et le 11 novembre.
Le siège de l'état-major allemand, hôtel de la Paix, est le lieu de la Libération de Limoges le 21 août 1944 par le colonel Georges Guingouin, et de la capitulation des troupes du Troisième Reich aux ordres du général Walter Gleiniger et de son adjoint le lieutenant-colonel von Liebich évitant des combats sanglants,
Le 8 juillet 2023, elle accueille l'arrivée de la 8e étape du Tour de France 2023.

## Bâtiments remarquables et lieux de mémoire

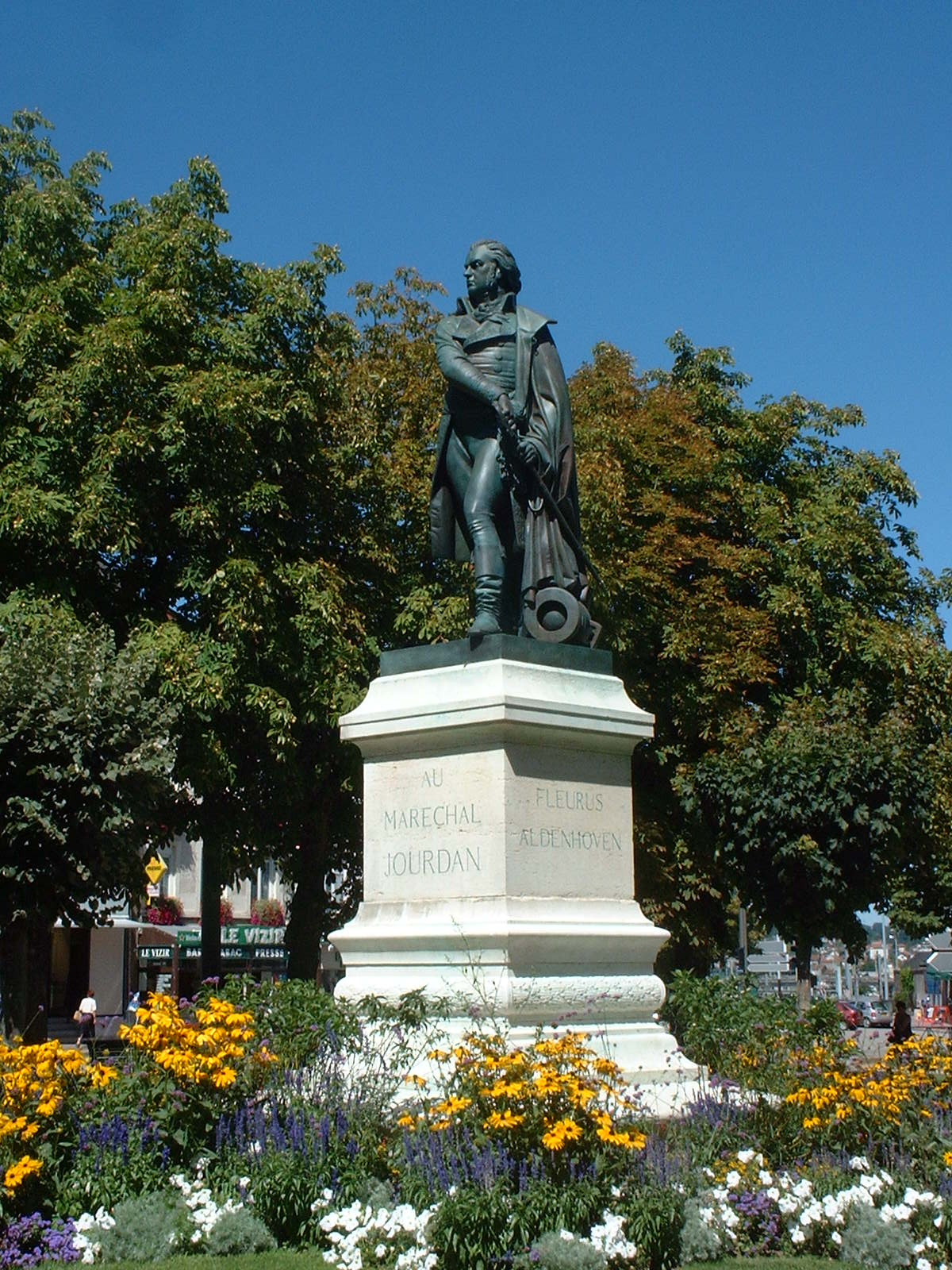
La statue de la place

Elle est occupée en son centre par un petit jardin, aménagé en 1908, et une statue de celui qui devint maréchal d'Empire en 1804. Longue de cent-vingt mètres et large de soixante-dix mètres, elle a une forme rectangulaire.
S'y trouvent par ailleurs le bâtiment de la Chambre de commerce et d'industrie de Limoges et de la Haute-Vienne, deux monuments aux morts (guerres de 1870 et 1914-1918) et l'hôtel de commandement militaire, construit entre 1865 et 1867.